# Caoping, Guangxi
Caoping (kinesiska: 草坪回族乡, 草坪) är en socken i Kina. Den ligger i den autonoma regionen Guangxi, i den södra delen av landet, omkring 330 kilometer nordost om regionhuvudstaden Nanning. Antalet invånare är 3501. Befolkningen består av 1 750 kvinnor och 1 751 män. Barn under 15 år utgör 17,0 %, vuxna 15-64 år 68 %, och äldre över 65 år 13,0 %.
Genomsnittlig årsnederbörd är 2 379 millimeter. Den regnigaste månaden är juni, med i genomsnitt 483 mm nederbörd, och den torraste är oktober, med 58 mm nederbörd.